# Los Altos, Argentina
Los Altos är en ort i Argentina.   Den ligger i provinsen Catamarca, i den norra delen av landet, 1 000 km nordväst om huvudstaden Buenos Aires. Los Altos ligger 499 meter över havet och antalet invånare är 6 421.
Terrängen runt Los Altos är platt åt nordost, men åt sydväst är den kuperad. Runt Los Altos är det mycket glesbefolkat, med 7 invånare per kvadratkilometer.. Los Altos är det största samhället i trakten.
Trakten runt Los Altos består till största delen av jordbruksmark.